# Sakai Tadatsugu
Sakai Tadatsugu (酒井忠次?   1527-17 de diciembre de 1596) fue un samurái japonés que durante el período Sengoku de la historia de Japón sirvió como uno de los principales generales de Tokugawa Ieyasu. Era tal el aprecio y respeto que Ieyasu le tenía, que fue nombrado como uno de los «Cuatro Guardianes del clan Tokugawa»  (Tokugawa Shitennō).

## Biografía
Tadatsugu nació en 1527, hijo de Sakai Tadachika, un vasallo hereditario del clan Matsudaira de la Provincia de Mikawa. Cuando Tadatsugu tuvo la edad suficiente, primero sirvió para el padre de Ieyasu, Matsudaira Hirotada.
Cuando Ieyasu se desligó del clan Imagawa, Tadatsugu fue puesto al mando del Castillo Yoshida.
En 1573, durante la Batalla de Mikatagahara, Tadatsugu aseguró el flanco derecho, donde sus tropas sufrieron severas bajas debido a las fuerzas del clan Takeda y cuando Ieyasu y sus aliados se retiraron hacia el Castillo Hammamatsu, las tácticas de Tadatsugu ayudaron a mitigar los efectos de la victoria de los Takeda en el campo de batalla, por lo que las tropas de Takeda se retiraron.
Durante la Batalla de Nagashino, lideró un ataque nocturno en contra de los Takeda, el cual resultó exitoso.
Durante la Batalla de Komaki y Nagakute, le fue ordenado regresar a auxiliar a Toyotomi Hideyoshi en contra del Castillo Kiyosu, el cual estaba dirigido por Mori Nagayoshi, donde tuvieron éxito en la misión.
En 1590, durante la campaña de Odawara, Tadatsugu acompañó a Tokugawa Hidetada, tercer hijo de Ieyasu a Kioto, debido a que fue designado como rehén de los Toyotomi.
Después de que se trasladaron de la región de Kantō, Tadakatsu recibió un han valuado en 50.000 koku en Takasaki, con lo que se convirtió en daimyō.
Tadakatsu murió en Kioto, en el invierno de 1596 y fue sucedido por su hijo, Sakai Ietsugu.